# Улица Желябова (Симферополь)
Улица Желябова — улица в центральном районе Симферополя.
Названа в честь революционера-народника Андрея Желябова (1851—1881). Общая протяжённость — 1,19 км.

## Расположение

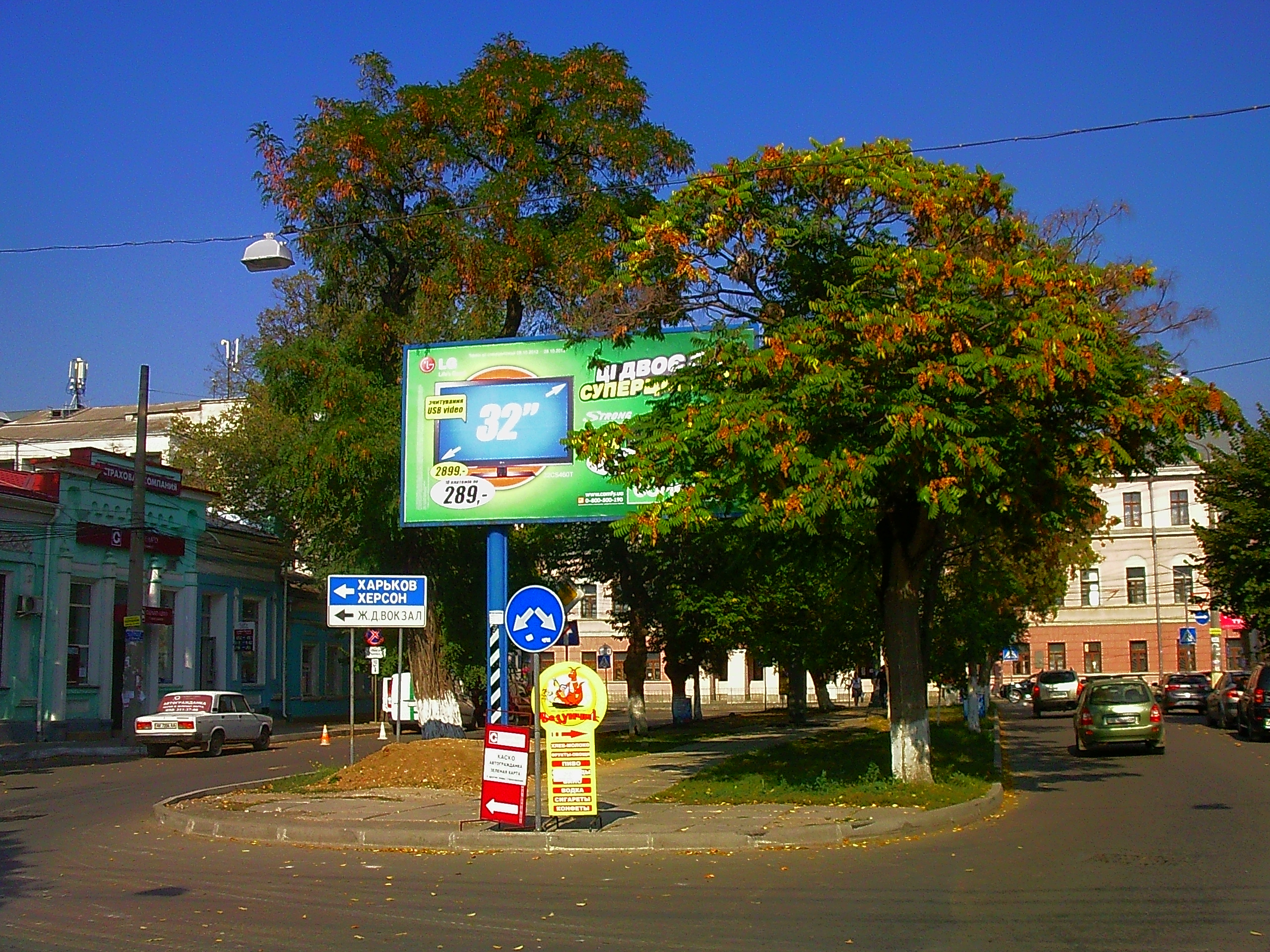
Сквер на улице Желябова, 2012 год

Улица берёт начало от улицы Александра Невского, где расположен сквер. Заканчивается улица Желябова переходом в кольцо, ведущему на улицы Авиационную и Южную. Общая протяжённость улицы составляет 1,19 км. Пересекается улицами Либкнехта, Карла Маркса, Горького, Гоголя, Луначарского и Маяковского.

## История

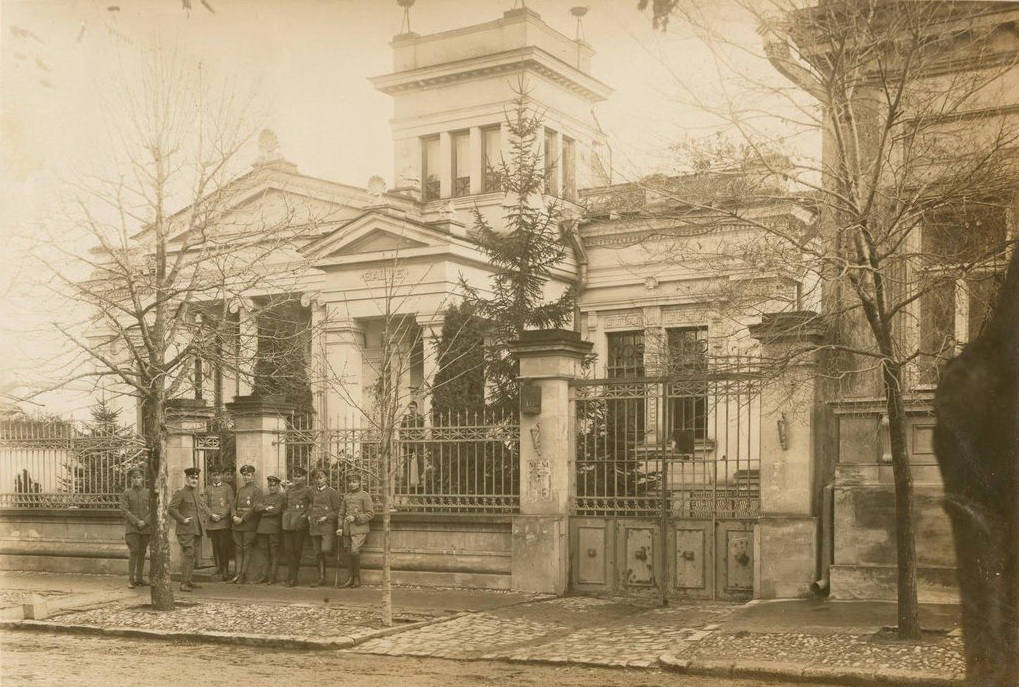
Немецкие офицеры у дома № 20 в 1918 году

Первоначально улица называлась Губернской из-за наличия губернских присутственных мест. Перед приездом императрицы Екатерины II в Симферополь в 1784 году было начато строительство дворца, стоимостью более 13 тысяч рублей, которое окончилось в 1787 году. По мнению краеведов Широковых, флигели дворца находились по нынешнему дому № 13, 17 по улице Желябова и № 2, 4 по улице Розы Люксембург. Сам же дворец располагался на месте нынешнего дома улице № 15 по улице Розы Люксембург. Сооружения пришли в негодность к 1820-м годам и были снесены.
В 1924 году улица была названа в честь революционера-народника Андрея Желябова. После аннексии Крыма Россией городские власти рассматривали возможность возвращения улице исторического названия.

## Здания и сооружения

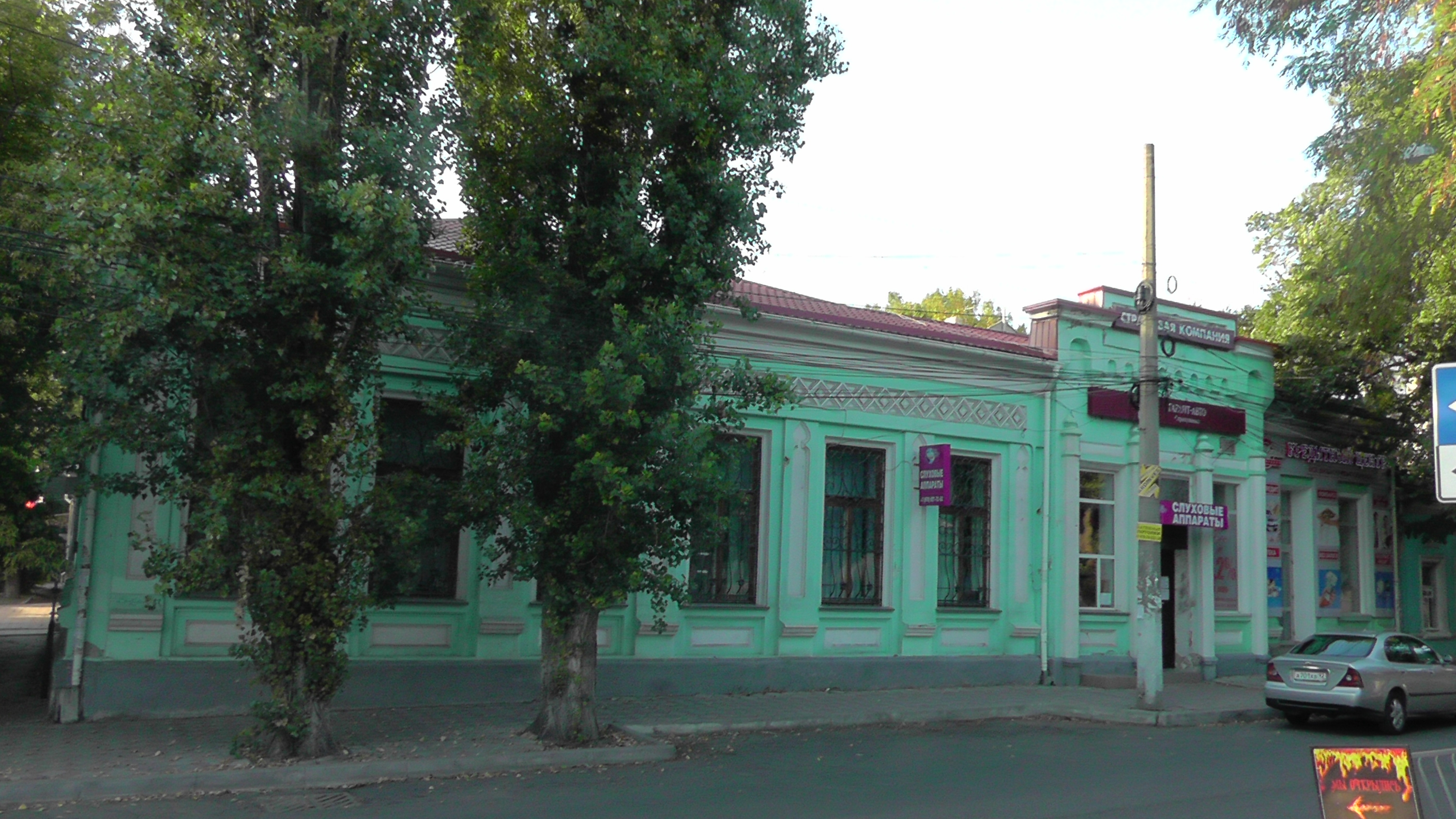
Здание бывшего общества взаимного кредита

- № 3 — Здание бывшего общества взаимного кредита
- № 17 — Центральный Дом юных пионеров Крыма[3]
- № 50 — гостиница «Спортивная»[3]

## Памятники и скульптуры
- Памятник Д. И. Ульянову — диоритовый бюст (скульпторы В. В. Петренко и Н. И. Петренко, архитектор Е. В. Попов). Общая высота — 3,4 метра[3]